# Cyclotosaurus
Cyclotosaurus je dávno vyhynulým rodem velkého temnospondylního obojživelníka, žijícího v období svrchního triasu na území Severní Ameriky a Evropy (druh C. intermedius například v polském Krasiejowě). Šlo o mohutného vodního obratlovce, charakterizovaného zploštělým tělem, relativně slabými končetinami a ostrými jehlicovitými zuby ve sploštělých okrouhlých čelistech. Cyklotosauři byli dravci, lovící podobně jako dnešní aligátoři. Do svých širokých čelistí chytali ryby a snad i větší obratlovce.
Délka těchto velkých obojživelníků nezřídka přesahovala 2 metry, v případě největších zástupců se mohla blížit snad až 6 metrům (jen čelistní oblouk mohl měřit kolem metru na délku). Patřili k posledním obřím obojživelníkům na Zemi a žili zřejmě v menších skupinách. Podobnými a ve stejné době žijícími obojživelníky byli také o něco menší metoposauři.